# Maui

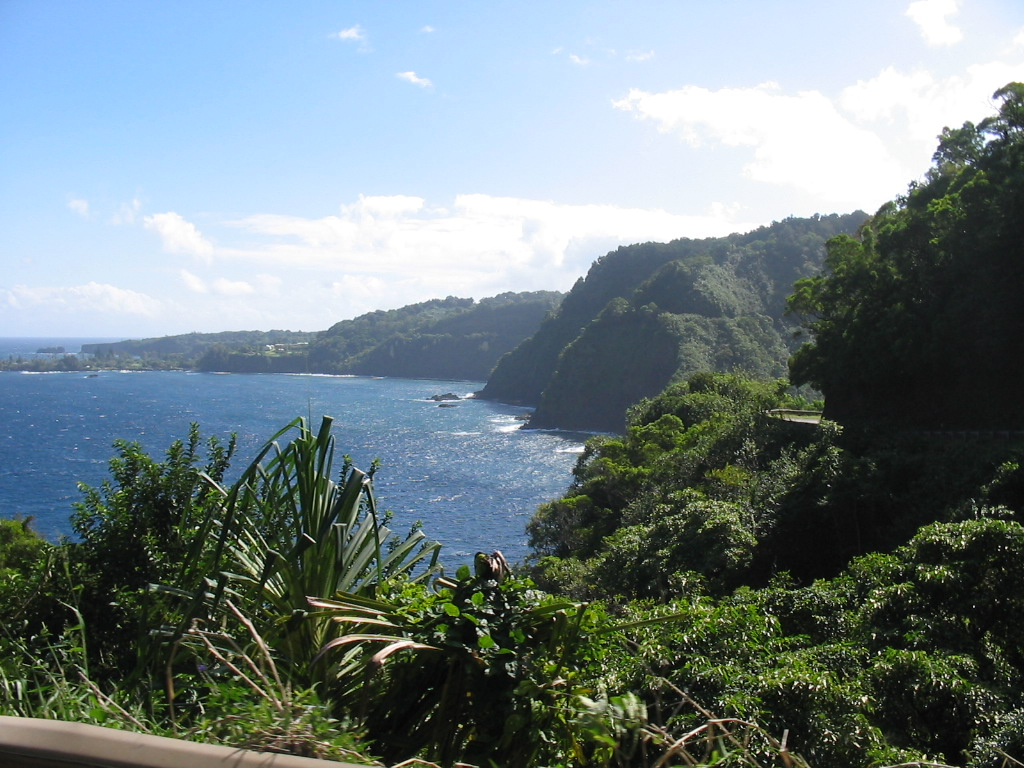
Vista del litoral de Maui

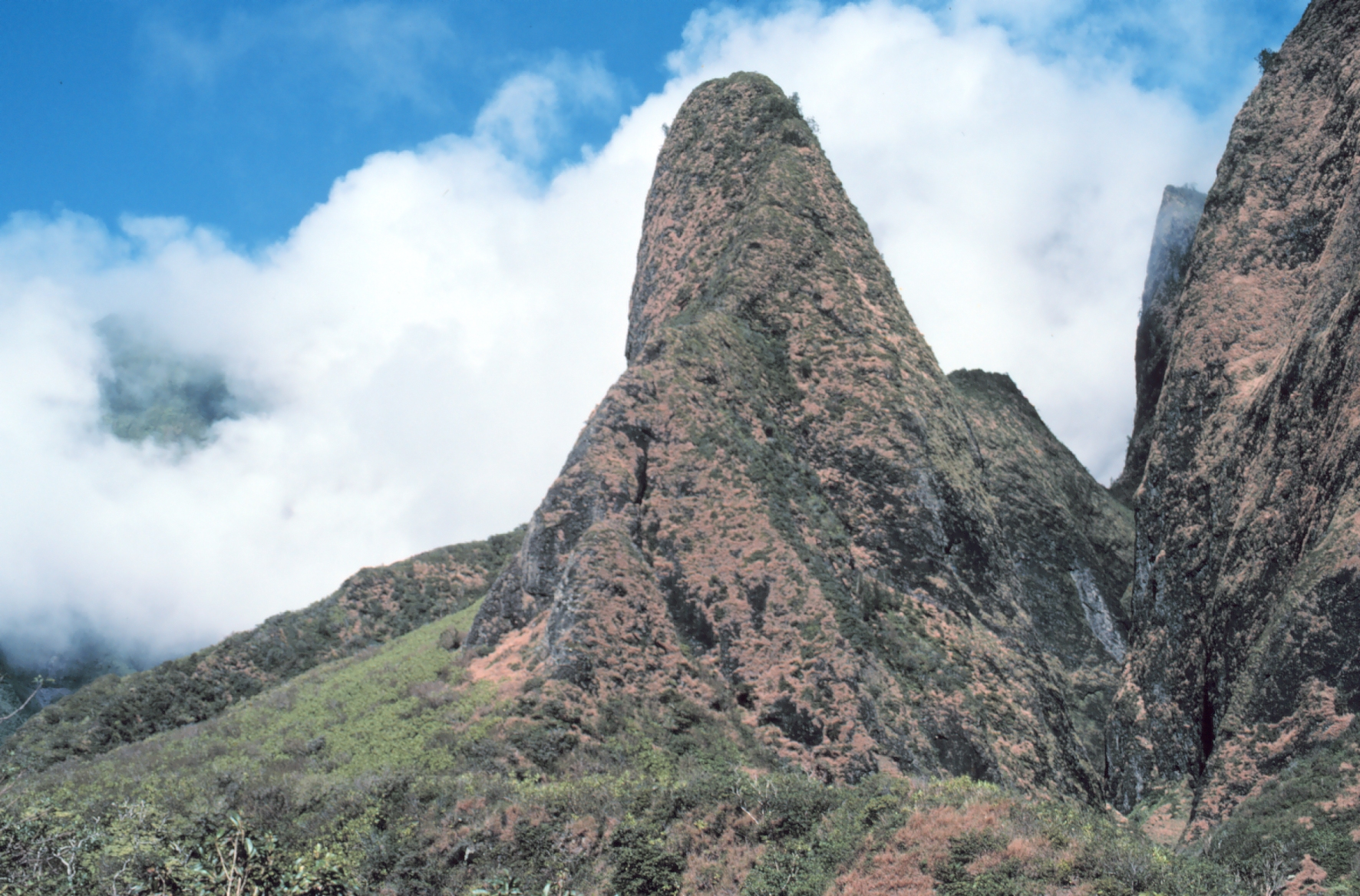
Agulla Iao, a l'oest de la muntanya Maui

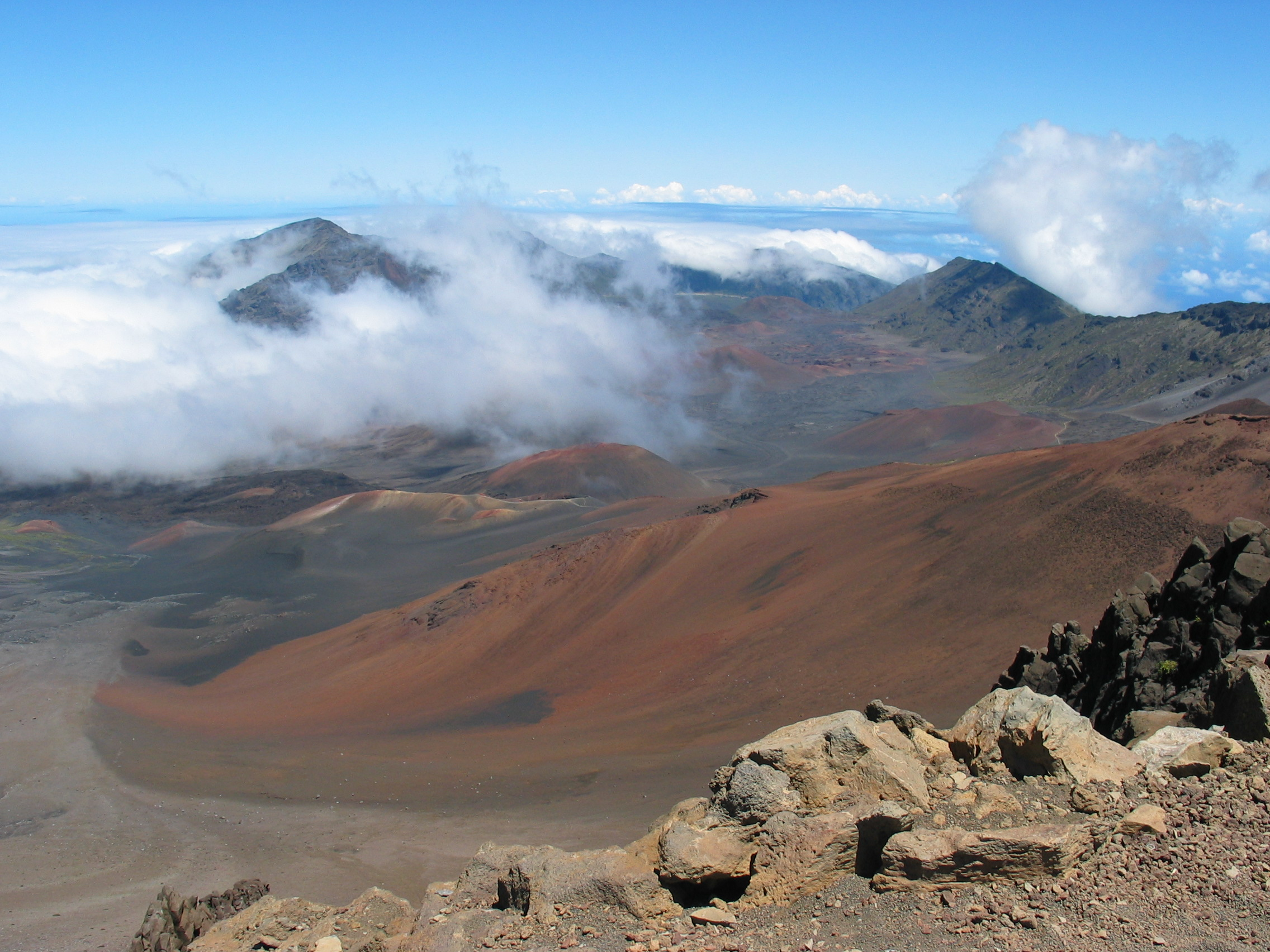
Cràter de l'Haleakala

Maui és una illa de l'arxipèlag de Hawaii, administrativament forma part del comtat de Maui de l'estat de Hawaii, junt amb les illes Lanai, Kahoolawe i Molokai. Amb una superfície total de 1.880 km², és la segona illa més gran de l'arxipèlag, i amb una població de 117.644 habitants (any 2000) és la tercera illa més poblada. Maui també és coneguda amb el sobrenom de Valley Isle pel fèrtil istme entre els dos volcans.
Segons la llegenda l'illa porta el nom del semidéu Maui. Aquest heroi, conegut en diferents llocs de la Polinèsia, va crear les illes pescant-les del fons del mar. El 2012, el diari britànic The Guardian va incloure a Maui a la llista dels cinc millors llocs del món per viure, al costat del districte de Cihangir, a Istanbul; la ciutat Santa Cruz de Tenerife, a Espanya; el districte de Sankt Pauli, a Hamburg, i Portland, a l'estat d'Oregon (Estats Units).

## Geografia
Maui és una illa formada per dos volcans que s'uneixen en un istme. El volcà més antic és el Mauna Kahalawai, que està molt erosionat i també s'anomena Oest de la muntanya Maui. A l'est hi ha l'Haleakala, un volcà més jove i més gran amb una caldera a 3.050 m d'altitud. L'última erupció en va ser el 1790.
Com que l'orografia està dominada per les dues muntanyes volcàniques, el clima és molt variable segons l'orientació respecte als vents alisis i l'altitud. La precipitació anual pot variar entre 250 i 10.000 mm segons la localització. La temperatura al nivell del mar és estable amb variacions entre 20 °C i 29 °C.
La població és diversa, amb diferents grups ètnics d'immigrants que van arribar per treballar en les plantacions de canya de sucre i pinya. Les ciutats principals en són Kahului, Wailuku, Lahaina i Kihei.
Les principals activitats econòmiques són l'agricultura i el turisme. La vall central de Maui, l'istme entre les dues muntanyes, està dominada per les majors plantacions que canya de sucre que queden a les illes Hawaii. L'oferta turística inclou diversos hotels de luxe i l'observació de balenes que a la tardor migren d'Alaska a les aigües més càlides de Maui. La majoria de turistes provenen dels Estats Units i del Canadà. Això ha provocat, en els darrers anys, un ràpid creixement demogràfic pels turistes que han passat a ser residents.

## Història
Els polinesis de Tahití i les Marqueses van ser els primers pobladors de l'illa. El capità anglès James Cook va descobrir Maui el 26 de novembre de 1778, però no hi va desembarcar en no trobar un bon port. Va anotar el nom de l'illa com Mowe o Mow'ee. El primer europeu a visitar Maui, el 1786, va ser el francès La Pérouse, que va desembarcar a la badia que avui porta el seu nom.
El 1790, el rei Kamehameha I de Hawaii va conquerir Maui i va establir la residència a Lahaina, després capital del regne. Poc després, van començar a arribar comerciants, baleners i missioners. Com que Lahina era aleshores la capital, aquí es va fundar la primera missió i la primera escola.
Durant la II Guerra mundial, Maui va ser un centre d'allotjament i d'entrenament de les tropes nord-americanes. S'hi van arribar a concentrar més de 100.000 militars.